# Pemba cochleata
Pemba cochleata är en insektsart som beskrevs av Max Beier 1960. Pemba cochleata ingår i släktet Pemba och familjen vårtbitare. Inga underarter finns listade i Catalogue of Life.